# Hwang Kyung-seon
Hwang Kyung-seon, född 21 maj 1986, är en sydkoreansk taekwondoutövare. Hon vann en bronsmedalj i 67 kg-klassen i de olympiska sommarspelen 2004 i Aten och guld vid de 2008 i Peking, där hon vann genom att slå kanadensiskan Karine Sergerie i 67 kg-klassen. Hwang vann ytterligare ett OS-guld i London 2012 där hon vann finalen i 67 kg-klassen mot Nur Tatar. Hon har även vunnit två VM i taekwondo, 2005 i Madrid och 2007 i Peking.